# Utjecaj mesne industrije na okoliš
Utjecaj mesne industrije na okoliš i uzročno-posljedična veza proizvodnje mesa sa zagađenjem okoliša predmet je raznih rasprava. Svjetska potražnja za mesom povećava se. Tvornice proizvodnje mesa konzumiraju ogromne količine energije, zagađuju izvore vode, izbacuju velike količine ugljičnog dioksida (CO2) te zahtijevaju neprestano povećanje uzgoja kukuruza, soje i ostalih žitarica; ovisnosti koja je dovela do velikog uništavanja prašuma kako bi se stvorilo mjesta za sadnju istih. Prema raznim istraživanjima, uzgajati životinje na žitaricama zahtijeva više vode nego samo uzgajanje žitarica. Omjer uložene energije i dobivene količine proteina tijekom konzumiranja mesa je 4:1. Proizvodnja mesne prehrane općenito je manje učinkovitija od uzgoja voća i povrća radi izravnog ljudskog konzumiranja.
2006., Organizacija za prehranu i poljoprivredu objavljuje izvještaj za Ujedinjene narode, "Duga sjena stočarstva", u kojoj navodi kako je stočarstvo odgovorno za 18 % sveukupnog ispuštanja CO2 u svijetu, što je više i od prometa.

## Posljedice uzgoja mesa
Svjetska opskrba mesom bila je 71 milijun tona 1961. To je poraslo na 284 milijuna tona 2007. U tom razdoblju, konzumiranje mesa po stanovniku se gotovo udvostručilo. Brazil je 2008. objavio da je u samo pet mjeseci posječeno 3.240 km2 amazonske prašume kako bi se stvorila zemlja za sadnju soje ili pašnjaka za uzgoj stoke. SAD je 2008. ubijao 10 milijardi životinja godišnje radi opskrbe mesom a prosječni je Amerikanac jeo oko 150 kg mesa godišnje. Prema jednom istraživanju Nacionalnog instituta za stočarstvo u Japanu, radi dobivanje 1 kg govedine izbacuje se jednaka količina CO2 koliko i jedan europski auto svakih 200 km.
Iako 800 milijuna ljudi gladuje diljem svijeta, velika većina kukuruza i soje se uzgaja samo radi hranjenja stoke, svinja i kokoši. Agencija za zaštitu okoliša zaključuje da 3/4 svih onečišćenja pitke vode američkih rijeka i potoka proizlazi od poljoporivrede, većinom koja se usmjerava na uzgoj mesa.
Prema istraživanjima, klasični uzgoj životinja na livadama nije toliko štetan koliko industrijski, gdje se životinje gomilaju u industrijskim farmama a šume se masovno krče kako bi se uzgajale žitarice za njihovu prehranu. Također, na 70 % svih posječenih drveća u amazonskoj prašumi uzgaja se soja, koja se većinom koristi za prehranu stoke.
McDonald's je zanijekao da hrani svoje kokoši sa sojom iz amazonske prašume koje snabdijeva poljoprivredni div Cargill; međutim, dokazi su pokazali upravo suprotno, ali i potvrdili slučajeve iskorištavanja radnika, nezakonitog grabljenje zemlje i krčenje šuma. Prema računicama, McDonald's i njegovi snabdijevači su odgovorni za 70,000 km² deforestizacije Amazone u 2000-ima. Greenpeace je podnio zahtjev za zabranom trgovanjem soje i bilo kakvih mesnih proizvoda povezanih s amazonskom prašumom.

## Slavni koji se protive mesnoj industriji
Paul McCartney je 2009. počeo promovirati "ponedjeljak bez mesa" na međunarodnoj sceni, te je čak održao govor pred Europskim parlamentom. U govoru je potvrdio da promovira vegetarijanstvo zbog smanjenja ispuštanja CO2.
Bill Maher je također u nekoliko navrata pozvao ljude da se odreknu mesa kako bi spasili planet.
Rajendra Pachauri, predsjedatelj Međuvladinog panela o klimatskim promjenama, je 2008. upozorio javnost da bi odricanje od mesa pomoglo smanjiti ispuštanje CO2 plinova u atmosferu, ali i metana, koji ima puno veći učinak u efektu staklenika. Ciklus proizvodnje mesa uključuje prema njemu čišćenje zemlje od šuma radi stvaranja pašnjaka, pravljenje i prijevoz gnojiva, paljenje fosilnih goriva u prijevoznim sredstvima farme te ispuštanje metana u stočarstvu i ovčarstvu.

## Poveznice
- Vegetarijanci
- Ekologija
- Međuvladin panel o klimatskim promjenama
- Klaonica
- Masovni uzgoj životinja

## Vanjske poveznice
- Baroni L, Cenci L, Tettamanti M, Berati M. 2007 Feb. Procjena učinka raznih prehrambenih navika na okoliš, kombinirano s raznim sustavima proizvodnje iste (PDF). Eur J Clin Nutr. 61 (2): 279–86. doi:10.1038/sj.ejcn.1602522. PMID 17035955. Inačica izvorne stranice (PDF) arhivirana 28. kolovoza 2018. Pristupljeno 17. prosinca 2010. Provjerite vrijednost datuma u parametru: |year= (pomoć)CS1 održavanje: više imena: authors list (link)